# Comuna Șceaslîve, Orihiv
Șceaslîve (în ucraineană Щасливе) este o comună în raionul Orihiv, regiunea Zaporijjea, Ucraina, formată din satele Novomîhailivka, Șceaslîve (reședința) și Trudoliubivka.

## Demografie
Componența lingvistică a comunei Șceaslîve
     Ucraineană (89,57%)
     Rusă (9,91%)
     Alte limbi (0,21%)
Conform recensământului din 2001, majoritatea populației comunei Șceaslîve era vorbitoare de ucraineană (89,57%), existând în minoritate și vorbitori de rusă (9,91%).